# بينات تورينتيس
بينات تورينتيس (بالإنجليزية: Beñat Turrientes) هو لاعب كرة قدم دولي إسباني، يلعب في مركز الدفاع مع نادي ريال سوسيداد في الدوري الإسباني الممتاز ومنتخب اسبانيا. 

## وصلات خارجية
لا توجد روابط لمواقع التواصل الاجتماعي.

- بينات تورينتيس على موقع الاتحاد الأوربي (الإنجليزية)
- بينات تورينتيس على موقع إي إس بي إن إف سي (الإنجليزية)
- بينات تورينتيس على موقع قاعدة بيانات كرة القدم.إي يو (الإنجليزية)
- بينات تورينتيس على موقع ليكيب (الفرنسية)
- بينات تورينتيس على موقع Soccerbase.com (لاعب) (الإنجليزية)
- بينات تورينتيس على موقع Soccerway.com (الإنجليزية)
- بينات تورينتيس على موقع عالم كرة القدم.نت (الإنجليزية)
- بينات تورينتيس على موقع AS.com (الإسبانية)